# Chacrise
Chacrise es una comuna francesa, situada en el departamento de Aisne, de la región de Alta Francia.

## Demografía
| 347 | 288 | 240 | 296 | 320 | 339 | 313 | 357 |
| Para los censos de 1962 a 1999 la población legal corresponde a la población sin duplicidades (Fuente: INSEE [Consultar]) |     |     |     |     |     |     |     |